# The Ghost of Human Kindness
The Ghost of Human Kindness is het derde muziekalbum van de Nederlandse band US. Het album is opgenomen in hun eigen studio te Vleuten. Na twee albums aan de weg te hebben getimmerd komt met dit album alles samen. Retro-symfonische rock, die sterk op de beginperiode van Genesis doet lijken, maar er ver genoeg vanaf staat om op eigen benen te staan. Tijdens het opnameproces raakte de harddisk met alle gegevens beschadigd; herstel van de harddisk duurde voor sommige bandleden te lang (verlies inkomsten) om deel te kunnen blijven uitmaken van de band.

## Musici
- Jos Wernars – basgitaar, gitaar, e-bow
- Stephan Christiaans – zang;
- Ernest Wernars – toetsen;
- Paul van Velzen– slagwerk;
- Peter de Frankrijker– gitaar.

## Composities
Alle composities van Jos Wernars, behalve waar aangegeven:
1. Full circle (19:28) (Jos en Ernest)
2. Domes (14:22)
3. Grand Canyon (8:31)
4. The dream (7:58)
5. The ghost of human kindness (17:18)